# XVideos
XVideos — найпопулярніший порносайт у світі. Був заснований у 1997 році. У 2012 році його відвідали 350 мільйонів користувачів.  Станом на серпень 2021 року, сайт перекладено 21 мовами. Українська локалізація відсутня. Україна доступна серед регіонів які можна вибрати задля кращого цільового підбору відео. Штаб-квартира знаходиться у Празі.

## Історія
XVideos був заснований 2007 року в Парижі французом Стефаном Майклом Пако. До 2012 року XVideos мав 100 мільярдів переглядів сторінок на місяць і став найбільшим порносайтом у світі. Фабіан Тілманн, власник MindGeek, спробував придбати сайт у 2012 році, але власник XVideos відхилив пропозицію на суму понад 120 мільйонів доларів.

## Структура
Сайт має 20 мовних розділів і 80 розділів за країнами.

### Категорія
У XVideos є 2000 категорій (тегів). Назва категорії включає елементи, що супроводжують відео, які допомагають навігації сайтом.

## Трафік та рейтинг
Станом на 2024 рік XVideos є найвідвідуванішим порносайтом і дев'ятим за відвідуваністю сайтом у світі, згідно з рейтингом SimilarWeb.
XNXX, ще один сайт, що належить WGCZ Holding, є десятим за відвідуваністю сайтом в цілому і другим за відвідуваністю сайтом в категорії для дорослих. І XVideos, і XNXX також були найвідвідуванішими у світі вебсайтами для відео у віртуальній реальності.